# Campeonato Mundial de Remo de 2005
O Campeonato Mundial de Remo de 2005 foi a 35º edição do Campeonato Mundial de Remo, foi realizado no Rio Nagara em Kaizu, Japão.

## Resultados

### Masculino
| Evento                      | Ouro | Prata | Bronze |
| --------------------------- | --- | --- | --- |
| Scull ind. M1X              | Mahe Drysdale · Nova Zelândia · 7:16,42 | Olaf Tufte · Noruega · 7:18,34 | Ondřej Synek · Chéquia · 7:21,12 |
| Doble scull M2X             | Luka Špik · Iztok Čop · Eslovênia · 6:37,61 | Federico Gattinoni · Luca Ghezzi · Itália · 6:37,96 | Christian Schreiber · Rene Burmeister · Alemanha · 6:46,71 |
| Quatro scull M4X            | Konrad Wasielewski · Marek Kolbowicz · Michał Jeliński · Adam Korol · Polónia · 5:34,96                                                                                               | Matej Prelog · Davor Mizerit · Luka Špik · Iztok Čop · Eslovênia · 5:35,45 | Jüri Jaanson · Leonid Gulov · Tõnu Endrekson · Andrei Jämsä · Estónia · 5:36,61                                                                                                   |
| Dos sem timoneiro M2-       | Nathan Twaddle · George Bridgewater · Nova Zelândia · 6:52,51 | Ramon di Clemente · Donovan Cech · África do Sul · 6:55,52 | Luca Agamannoni · Dario Lari · Itália · 6:57,29 |
| Dos com timoneiro M2+       | Hardy Cubasch · Sam Conrad · Marc Douez (t) · Austrália · 7:16,61 | Dario Cerasola · Edoardo Verzotti · Manuel Berlingerio (t) · Itália · 7:23,22 | Jordan Smith · Micah Boyd · Chase Phillilps (t) · Estados Unidos · 7:26,22 |
| 4 sem timoneiro M4-         | Steve Williams · Peter Reed · Alex Partridge · Andrew Triggs-Hodge · Reino Unido · 6:11,59                                                                                            | Geert Cirkel · Jan-Willem Gabriels · Matthijs Vellenga · Gijs Vermeulen · Países Baixos · 6:13,23                                                                                           | Rob Weitemeyer · Peter Dembicki · Andrew Ireland · Kristopher McDaniel · Canadá · 6:16,02                                                                                         |
| 4 com timoneiro M4+         | Nicolas Podpovitny · Vincent Durupt · Johnatan Mathis · Lionel Jacquiot · Nicolas Majerus (t) · França · 6:02,42                                                                      | Troy Kepper · Matthew Hughes · Patrick Sullivan · Brett Newlin · Marcus McElhenney (t) · Estados Unidos · 6:03,44                                                                           | Toni Seifert · Matthias Flach · Johannes Doberschütz · Falk Müller · Martin Sauer (t) · Alemanha · 6:06,01                                                                        |
| 8 com timoneiro M8+         | Paul Daniels · Matt Deakin · Steve Coppola Jr · Mike Blomquist · Daniel Beery · Josh Inman · Bryan Volpenhein · Beau Hoopman · Marcus Mc Elhenney (t) · Estados Unidos · 5:22,75      | Lorenzo Carboncini · Niccolo Mornati · Pierpaolo Frattini · Valerio Pinton · Mario Palmisano · Dario Dentale · Raffaello Leonardo · Carlo Mornati · Gaetano Iannuzzi (t) · Itália · 5:24,01 | Jochen Urban · Sebastian Schulte · Stephan Koltzk · Jan Martin Broeer · Jan Tebruegge · Ulf Siemes · Thorsten Engelmann · Andreas Penkner · Peter Thiede (t) · Alemanha · 5:25,66 |
| Scull ind. ligero LM1X      | Vasileios Polymeros · Grécia · 7:17,79 | Zac Purchase · Reino Unido · 7:23,10 | Fabrice Moreau · França · 7:23,97 |
| Doble scull ligero LM2X     | Zsolt Hirling · Tamás Varga · Hungria · 6:05,10 | Mads Rasmussen · Rasmus Quist Hansen · Dinamarca · 6:05,62 | Paweł Rańda · Robert Sycz · Polónia · 6:07,93 |
| Cuatro scull ligero LM4X    | Gardino Pellolio · Daniele Gilardoni · Luca Moncada · Filippo Mannucci · Itália · 5:44,76                                                                                             | Justin Gevaert · François Libois · Wouter van der Fraenen · Kristof Dekeyser · Bélgica · 5:46,00                                                                                            | Jeff Bujas · Douglas Vandor · Matthew Jensen · Morgan Jarvis · Canadá · 5:47,86                                                                                                   |
| Dos sin timonel ligero LM2- | Bo Helleberg · Thomas Ebert · Dinamarca · 6:22,59 | Miguel Cerda · Felipe Leal · Chile · 6:23,31 | Salvatore Amitrano · Catello Amarante · Itália · 6:25,63 |
| 4 sin timonel ligero LM4-   | Franck Solforosi · Jérémy Pouge · Jean-Christophe Bette · Fabien Tilliet · França · 5:47,91                                                                                           | Tim Harnedy · Eugene Coakley · Richard Archibald · Paul Griffin · Irlanda · 5:49,26 | Lorenzo Bertini · Salvatore Di Somma · Elia Luini · Bruno Mascarenhas · Itália · 5:49,30                                                                                          |
| 8 con timonel ligero LM8+   | Jiri Vlcek · Daniele Danesin · Michele Savrie · Martino Goretti · Luigi Scala · Nicola Moriconi · Giuseppe Del Gaudio · Fabrizio Gabriele · Gianluca Barattolo (t) · Itália · 5:59,42 | Yusuke Imai · Shuya Matsuda · Kazuyoshi Okamoto · Masayuki Yoshizaki · Shimpei Murai · Yu Kataoka · Takehiro Kubo · Tatsuya Mizobe · Makoto Nakasaka (t) · Japão · 6:09,87                  | — |

- (t) - timoneiro

### Feminino
| Evento                   | Ouro | Prata | Bronze |
| ------------------------ | --- | --- | --- |
| Scull ind. W1X           | Ekaterina Karsten-Jodotovich · Bielorrússia · 7:48,35 | Mirka Knapková · Chéquia · 7:51,69 | Michelle Guerette · Estados Unidos · 7:52,62 |
| Doble scull W2X          | Georgina Evers-Swindell · Caroline Evers-Swindell · Nova Zelândia · 7:08,03                                                                                          | Rumiana Neikova · Miglena Markova · Bulgária · 7:10,92 | Amber Bradley · Sally Kehoe · Austrália · 7:22,86 |
| Cuatro scull W4X         | Rebecca Romero · Sarah Winckless · Frances Houghton · Katherine Grainger · Reino Unido · 6:19,59                                                                     | Britta Oppelt · Susanne Schmidt · Kathrin Boron · Stephanie Schiller · Alemanha · 6:09,93 | Olga Samulenkova · Oxana Dorodnova · Larisa Merk · Irina Fedotova · Rússia · 6:12,19                                                                                                   |
| Dos sin timonel W2-      | Juliette Haigh · Nicky Coles · Nova Zelândia · 7:43,83 | Sarah Outhwaite · Natalie Bale · Austrália · 7:47,57 | Vera Pochitayeva · Valeria Starodubrovskaya · Rússia · 7:50,07 |
| 4 sin timonel W4-        | Robyn Selby-Smith · Emily Martin · Pauline Frasca · Kate Hornsey · Austrália · 6:55,56                                                                               | Mandy Emmrich · Wilma Dressel · Kerstin Naumann · Christiane Hölzel · Alemanha · 7:03,24 | Natalia Gaurylenka · Volga Plashkova · Tatsiana Narelik · Mariya Brel · Bielorrússia · 7:07,96                                                                                         |
| 8 con timonel W8+        | Sarah Tait · Robyn Selby Smith · Sonia Mills · Kate Hornsey · Emily Martin · Fleur Chew · Pauline Frasca · Sarah Heard · Elizabeth Patrick (t) · Austrália · 5:58,10 | Eniko Mironcic · Georgeta Crăciun · Camelia Lupaşcu · Ana Maria Apachiţei · Elena Şerban-Parvan · Ioana Papuc · Rodica Şerban-Florea · Simona Muşat-Strimbeschi · Rodica Anghel (t) · Roménia · 5:59,50 | Femke Dekker · Nienke Dekkers · Nienke Hommes · Hurnet Dekkers · Annemarieke Van Rumpt · Laura Posthuma · Annemiek De Haan · Helen Tanger · Ester Workel (t) · Países Baixos · 5:59,61 |
| Scull ind. ligero LW1X   | Marit van Eupen · Países Baixos · 8:07,39 | Bénédicte Luzuy-Dorman · França · 8:10,53 | María Teresa Mas de Xaxars · Espanha · 8:12,71 |
| Doble scull ligero LW2X  | Daniela Reimer · Marie-Louise Dräger · Alemanha · 6:48,47 | Renee Hykel · Julia Nichols · Estados Unidos · 6:48,77 | Sanna Sten · Minna Nieminen · Finlândia · 6:49,02 |
| Cuatro scull ligero LW4X | Tracy Cameron · Mara Jones · Elizabeth Urbach · Melanie Kok · Canadá · 6:19,87                                                                                       | Kirsten Jepsen · Maria Pertl · Katrin Olsen · Juliane Rasmussen · Dinamarca · 6:20,69 | Tanya Brady · Lorna Norris · Hester Goodsell · Naomi Hoogesteger · Reino Unido · 6:22,49                                                                                               |

- (t) - timoneiro

## Quadro de Medalhas
| Ordem | País           | Medalha de ouro | Medalha de prata | Medalha de bronze | Total |
| ----- | -------------- | --------------- | ---------------- | ----------------- | ----- |
| 1     | Nova Zelândia  | 4               | 0                | 0                 | 4     |
| 2     | Austrália      | 3               | 1                | 1                 | 5     |
| 3     | Itália         | 2               | 3                | 3                 | 8     |
| 4     | França         | 2               | 1                | 1                 | 4     |
| 4     | Reino Unido    | 2               | 1                | 1                 | 4     |
| 6     | Alemanha       | 1               | 2                | 3                 | 6     |
| 7     | Estados Unidos | 1               | 2                | 2                 | 5     |
| 8     | Dinamarca      | 1               | 2                | 0                 | 3     |
| 9     | Países Baixos  | 1               | 1                | 1                 | 3     |
| 10    | Eslovênia      | 1               | 1                | 0                 | 2     |
| 11    | Canadá         | 1               | 0                | 2                 | 3     |
| 12    | Bielorrússia   | 1               | 0                | 1                 | 2     |
| 12    | Polónia        | 1               | 0                | 1                 | 2     |
| 14    | Grécia         | 1               | 0                | 0                 | 1     |
| 14    | Hungria        | 1               | 0                | 0                 | 1     |
| 16    | Chéquia        | 0               | 1                | 1                 | 2     |
| 17    | Bélgica        | 0               | 1                | 0                 | 1     |
| 17    | Bulgária       | 0               | 1                | 0                 | 1     |
| 17    | Chile          | 0               | 1                | 0                 | 1     |
| 17    | Irlanda        | 0               | 1                | 0                 | 1     |
| 17    | Japão          | 0               | 1                | 0                 | 1     |
| 17    | Noruega        | 0               | 1                | 0                 | 1     |
| 17    | África do Sul  | 0               | 1                | 0                 | 1     |
| 17    | Roménia        | 0               | 1                | 0                 | 1     |
| 25    | Rússia         | 0               | 0                | 2                 | 2     |
| 26    | Espanha        | 0               | 0                | 1                 | 1     |
| 26    | Estónia        | 0               | 0                | 1                 | 1     |
| 26    | Finlândia      | 0               | 0                | 1                 | 1     |
|       | TOTAL          | 23              | 23               | 22                | 68    |